# Hello Mary Lou
Hello Mary Lou è una canzone scritta dal cantante statunitense Gene Pitney e da Padre Cayet Mangiaracina, cantata inizialmente da Johnny Duncan nel 1960, e poi da Ricky Nelson nel 1961.
La canzone è stata eseguita dal gruppo inglese Queen durante i due famosi concerti al Wembley Stadium nel 1986, e di seguito inserita nel loro album Live at Wembley '86.
Note versioni della canzone sono inoltre quelle di Silvio Francesco, Creedence Clearwater Revival, The Seekers, Johnny Hallyday, René Kollo, Adriano Celentano, Truck Stop e Manuela.